# Thaumatosmylus delicatus
Thaumatosmylus delicatus är en insektsart som beskrevs av Banks 1931. Thaumatosmylus delicatus ingår i släktet Thaumatosmylus och familjen vattenrovsländor. Inga underarter finns listade i Catalogue of Life.